# Ollie King
Ollie King est un jeu vidéo de skateboard développé par Smilebit et Amusement Vision, édité par Sega sur Chihiro en arcade,.
Le jeu étant développé par la même équipe que Jet Set Radio on reconnait immédiatement la patte graphique habituelle à savoir une utilisation poussée et maitrisée du Cel-Shading qui donne un côté très manga au jeu.

## Système de jeu
Le jeu est assez différent de Jet Set Radio dans le sens où il n'est plus question de mission en patin à roulettes dans un environnement plus ou moins grand, là il s'agit simplement de courses de skate, le but du jeu étant d'exécuter le plus de figures possibles afin de gagner en vitesse et d'arriver premier.
Le contrôle se fait sur une planche reliée à la borne qui réagit selon la manière dont vous déplacez votre poids dessus. En sautant sur l'arrière le personnage effectue un saut, et il ne reste plus qu'à se pencher à droite ou à gauche pour tourner ou effectuer des figures. 